# 马尔萨 (塔拉戈纳省)
马尔萨 （西班牙語：Marsá）是西班牙加泰罗尼亚塔拉戈纳省的一个市镇。总面积16平方公里，总人口616人（2001年），人口密度39人/平方公里。